# Abu Aune Abedal Maleque ibne Iázide
Abu Aune Abedal Maleque ibne Iázide Coraçani (Abū ʿAwn ʿAbd al-Malik ibn Yazīd al-Khurasānī; fl. 747–784/5) foi um apoiante precoce dos abássidas de Jurjã, que participou nas campanhas da Revolução Abássida e serviu como governador do Egito e Coração.

## Vida
Abedal Maleque foi um persa nativo de Jurjã, que havia se tornado um maula da tribo de Huná (como parte do grupo azeditas). Segundo Patricia Crone, apesar do apoio dos abássidas, "seu nome revela uma antecedência pró-omíada". Ele foi o líder do movimento missionário abássida (o Daua) em Jurjã (ao lado de Amir ibne Ismail e Calide ibne Barmaque), e um dos membros seniores do movimento no Coração em geral. De fato, foi o primeiro recipiente das bandeiras negras que vieram a simbolizar a dinastia abássida. Quando da Revolução Abássida em junho de 747, foi nomeado como o comandante duma unidade recrutada de Jurjã, e enviada para suprimir os carijitas na região, um objetivo realizado com sucesso.
Ele participou na campanha para oeste contra os omíadas sob Cataba ibne Xaibe Atai, e chegou com ele às fronteiras do Iraque. Lá Cataba enviou-o ao norte de Xarazur para conter o exército omíada sob Otomão ibne Sufiane, que estava ameaçando seu flanco direito. Abu Aune uniu forças com outra força abássida sobre Amir ibne Ismail, e um chefe tribal local, mas suas forças, com aproximados 4 000 homens, era numericamente inferior ao exército omíada. No entanto, ele decidiu atacar, e em 10 de agosto de 749, seu exército repeliu as forças de Otomão (que segundo alguns registros morreu em batalha) e capturou o distrito de Xarazur.
Apesar da presença do califa Maruane II com o principal exército omíada nas imediações na Jazira, Abu Aune não foi molestado pelos omíadas, e foi capaz de juntar-se ao novo general abássida, Abedalá ibne Ali, na decisiva Batalha do Zabe em 25 de janeiro de 750, que resultou na derrota e fuga de Maruane II e a capitulação do coração omíada, a Síria. Enquanto Abedalá ibne Ali permaneceu na Palestina, ele enviou seu irmão, Sale ibne Ali, junto com Abu Aune para continuar a perseguição de Maruane II, que fugiu para o Egito em maio/junho de 750. Sale e Abu Aune invadiram o país, e em agosto de 750 a última resistência omíada foi esmagada em Busir, com Maruane II e muitos de seus apoiantes sendo mortos. Sale tornou-se o novo governador do Egito, e foi sucedido por Abu Aune em 751. Abu Aune serviu como governador até 753, quando Sale retornou para o posto, e novamente em 755–758.
Abu Aune reaparece em 766/767, quando participou na supressão da revolta de Ustade Sis no Coração. Quando Ustade Sis, fortemente pressionado pelos exércitos de Cazim ibne Cuzaima Atamimi, decidiu render-se, ele escolheu submeter-se ao lado de seus seguidores para a arbitração de Abu Aune (quem algumas fontes fontes sugerem que ele conhecia pessoal, talvez do tempo da Revolução Abássida). Abu Aune ordenou a prisão e deportação de Ustade Sis e sua família para Bagdá, mas deixou o resto de seus apoiantes, aproximados 30 000 homens, saírem livres. Abu Aune foi nomeado governador do Coração em 775/776, mas foi demitido no ano seguinte por falhar em suprimir a rebelião de Almocana e substituído por Muade ibne Muslim. Segundo Hugh N. Kennedy, ele morreu ca. 784/785.